# Gloydius monticola
Gloydius monticola là một loài rắn trong họ Rắn lục. Loài này được Werner mô tả khoa học đầu tiên năm 1922.